# 李充嗣
李充嗣（1462年—1528年），字士脩，號梧山，四川成都府內江縣人。明朝政治人物。

## 生平
成化二十三年（1487年），充嗣考中进士，選為翰林院庶吉士。弘治初年，授户部主事。历官户部、刑部郎中，因事貶為岳州通判，移随州知州，十四年（1501年）三月起為陕西佥事，正德三年（1508年）四月以守制违限，被令致仕。
復除江西佥事，正德七年（1512年）六月升山东副使、整饬临清等处兵备，八年十一月升雲南按察使，九年八月升本司右布政使。正德九年（1514年），舉治行卓異。正德十年（1515年），授順天府府尹。同年十月以都察院右副都御史，巡撫河南。
正德十三年（1518年）七月，改巡撫蘇松等處地方总督粮儲。朱宸濠叛亂，李充嗣死守安慶。次年進升戶部右侍郎、兼右佥都御史、总理粮储巡抚应天等处。正德十六年（1521年）正月，加升工部尚書，兼管水利，主持疏浚白茆河，新开江口至双庙段三千五百五十六丈。
世宗继位，十六年八月以工部尚書兼都察院左副都御史，仍旧总理粮储、巡抚应天兼修水利，十一月論平宸濠之功，加太子少保。嘉靖二年（1523年）十一月改任南京兵部尚書参赞机务，太子少保如故。嘉靖七年（1528年）正月致仕，同年卒。後來朝廷追贈太子太保，諡康和。

## 事跡
寧王朱宸濠騎兵謀反後，李充嗣對尚書喬宇說：「都城守禦屬於公，畿輔則充嗣任之。」自領精兵萬人，西屯采石，遣使進入敵軍進兵南京的必經之地安慶城中，令指揮楊銳等堅守，且傳檄部內，聲言京邊兵十萬旦夕可至，催促供餉。朱宸濠果然疑懼，貽誤戰機。叛亂平定之後，兵部及巡按御史胡潔上言充嗣之功。此時充嗣已就進戶部右侍郎，朝廷於是下敕書褒獎。。
嘉靖二年癸未（1523年），推薦文徵明入朝，授其翰林院待詔。

## 家族
曾祖李觀，封給事中；祖李蕃，兵科給事中；父李吉安，官澧州华府教授，定居九溪卫（今临澧境内）；前母田氏；母田氏。具庆下

## 延伸阅读
[在维基数据编辑]
 《國朝獻徵錄·卷之四十二》，出自焦竑《國朝獻徵錄》
 《明史卷二百〇一》，出自《明史》